# Zelotes angolensis
Zelotes angolensis är en spindelart som beskrevs av FitzPatrick 2007. Zelotes angolensis ingår i släktet Zelotes och familjen plattbuksspindlar.
Artens utbredningsområde är Angola. Inga underarter finns listade i Catalogue of Life.